# Gigg Lane
Gigg Lane is een voetbalstadion in Bury, dat plaats biedt aan 11.840 toeschouwers. De bespeler van het stadion was Bury FC, dat speelde in de League Two. 